# Hordeum marinum
Espèce
Hordeum marinum, l'orge maritime ou orge marine, est une espèce de plantes monocotylédones de la famille des Poaceae, famille des Pooideae, originaire d'Afrique du Nord et d'Eurasie .
C'est une plante herbacée annuelle, à tiges (chaumes) isolées, poussant parfois en touffes. Elle peut atteindre 40 cm de haut.
Cette espèce s'est répandue hors de son aire d'origine dans d'autres régions tempérées du monde : Amérique du Nord, sud de l'Amérique du Sud, Australasie, Afrique du Sud. C'est une mauvaise herbe des cultures, parfois considérée comme envahissante, par exemple en Californie.

## Liste des sous-espèces
Selon World Checklist of Selected Plant Families (WCSP) (23 octobre 2016) :
- sous-espèce Hordeum marinum subsp. gussoneanum (Parl.) Thell. (1908)
- sous-espèce Hordeum marinum subsp. marinum

## Liste des sous-espèces et variétés
Selon Tropicos (23 octobre 2016) (Attention liste brute contenant possiblement des synonymes) :
- sous-espèce Hordeum marinum subsp. gussoneanum (Parl.) Thell.
- sous-espèce Hordeum marinum subsp. marinum
- variété Hordeum marinum var. gussoneanum (Parl.) Hyl.
- variété Hordeum marinum var. hirtellum Degen ex Nevski
- variété Hordeum marinum var. marinum
- variété Hordeum marinum var. patagonicum Hauman
- variété Hordeum marinum var. pubescens (Guss.) Nevski